# Boris Jacobsson
Boris Alvar Jacobsson (Upsala, 13 de septiembre de 1937-Upsala, 10 de febrero de 2013) fue un deportista sueco que compitió en vela en la clase Finn.
Ganó dos medallas de plata en el Campeonato Mundial de Finn, en los años 1962 y 1963, y dos medallas de oro en el Campeonato Europeo de Finn, en los años 1962 y 1963.

## Palmarés internacional
| Campeonato Mundial | Campeonato Mundial       | Campeonato Mundial | Campeonato Mundial |
| Año                | Lugar                    | Medalla            | Clase              |
| ------------------ | ------------------------ | ------------------ | ------------------ |
| 1962               | Tønsberg (Noruega)       | Medalla de plata   | Finn               |
| 1963               | Medemblik (Países Bajos) | Medalla de plata   | Finn               |
| Campeonato Europeo |                          |                    |                    |
| Año                | Lugar                    | Medalla            | Clase              |
| 1962               | Kiel (RFA)               | Medalla de oro     | Finn               |
| 1963               | Balatonfüred (Hungría)   | Medalla de oro     | Finn               |